# Huang Xu
Dans ce nom chinois, le nom de famille, Huang, précède le nom personnel.
Huang Xu (chinois : 黄旭, né le 4 février 1979 à Nantong, province de Jiangsu) est un gymnaste chinois.

## Palmarès

### Jeux olympiques
- Sydney 2000
  -  médaille d'or par équipes

- Pékin 2008
  -  médaille d'or par équipes

### Championnats du monde
- Lausanne 1997
  -  médaille d'or par équipes

- Tianjin 1999
  -  médaille d'or par équipes

- Anaheim 2003
  -  médaille d'or par équipes
  -  médaille d'argent aux barres parallèles

- Stuttgart 2007
  -  médaille d'or par équipes